# Stefania Cybulko
Stefania Cybulko , z d. Jankowska (ur. 19 września 1937 w Genk, zm. 8 marca 2025) – polska lekkoatletka, mistrzyni i reprezentantka Polski.

## Życiorys
Była zawodniczką Stali Bobrek Katowice (1954−1955), Baildonu Katowice (1956–1962) i Stali Mielec (1963–1966).
Na mistrzostwach Polski seniorek zdobyła siedem medali: złoty w sztafecie 4 × 100 metrów w 1961, srebrne w sztafecie 4 × 100 metrów w 1958 i 1960, srebrne w biegu na 400 metrów w 1960, 1962 i 1963 oraz brązowy w sztafecie 4 × 100 metrów w 1956.
W 1963 wystąpiła jeden raz w meczu międzypaństwowym seniorek.
W latach 1961–1991 pracowała jako kontroler jakości w WSK „PZL-Mielec”.
Rekordy życiowe:
- 100 metrów: 12,2 (26.09.1964)
- 200 metrów: 25,0 (27.09.1964)
- 400 metrów: 56,8 (20.07.1962)
- 800 metrów: 2:20,5 (27.09.1959)